# Список задач про наповнення рюкзака
Задача про наповнення рюкзака — це одна з задач комбінаторної оптимізації. Задача отримала назву від максимізаційної задачі пакування якомога більшої кількості речей в рюкзак при умові, щоб загальний об'єм (чи вага) всіх предметів, здатних поміститись в рюкзак, обмежений. Тому в цієї задачі існує декілька підвидів.
Загальним для всіх видів є наявність набору з n предметів, кожен з двома параметрами — вага {\displaystyle P_{i}>0} і ціна {\displaystyle C_{i}>0}, {\displaystyle i=1,2,...,n}.Є рюкзак, визначеної місткості {\displaystyle P}. Завдання — зібрати рюкзак з максимальною цінністю предметів всередині, зберігаючи при цьому вагове обмеження рюкзака. Зазвичай всі параметри є цілими невід'ємними числами.

## Рюкзак 0-1 (англ.0-1 Knapsack Problem)
Це найбільш поширений різновид рюкзака. Нехай {\displaystyle X_{i}} приймає два значення: {\displaystyle X_{i}=1}, якщо вантаж запакований, і {\displaystyle X_{i}=0} в іншому випадку, де {\displaystyle i=1,2,...,n}. Завдання: Максимізувати {\displaystyle \sum _{i=1}^{n}c_{i}x_{i}}
при наявності обмеження {\displaystyle \sum _{i=1}^{n}p_{i}x_{i}\leq P} на місткість рюкзака.

## Обмежений рюкзак (англ.Bounded Knapsack Problem)
Кожен предмет {\displaystyle X_{i}} може бути обраний обмежену кількість раз. Завдання: Максимізувати {\displaystyle \sum _{i=1}^{n}c_{i}x_{i}}
так, щоб{\displaystyle \sum _{i=1}^{n}p_{i}x_{i}\leq P} виконалась умова на місткість
і {\displaystyle x_{i}\in (0,1,...,m_{i})} для всіх {\displaystyle i=1,2,...,n}.
Число {\displaystyle m_{i}} називають границею, межею.

## Необмежений рюкзак (цілочисельний рюкзак) (англ.Unbounded Knapsack Problem (integer knapsack))
Кожен предмет {\displaystyle x_{i}} може бути обраний необмежену кількість раз. Завдання: максимізувати {\displaystyle \sum _{i=1}^{n}c_{i}x_{i}}
так щоб {\displaystyle \sum _{i=1}^{n}p_{i}x_{i}\leq P} виконалась умова на місткість
і ціле {\displaystyle x_{i}\geq 0} для всіх {\displaystyle i=1,2,...,n}.

## Рюкзак з мультивибором (англ.Multiple-choice Knapsack Problem)
Всі предмети {\displaystyle x_{i}} розділяють на {\displaystyle s} класів {\displaystyle S_{i}}. Обов'язковою є умова вибору предмета з кожного класу. {\displaystyle x_{i}} приймає значення тільки 0 і 1. Завдання: максимізувати {\displaystyle \sum _{i=1}^{n}\sum _{j\in S_{i}}c_{ij}x_{ij}}
так щоб {\displaystyle \sum _{i=1}^{n}\sum _{j\in S_{i}}p_{ij}x_{ij}\leq P} виконувалась умова на місткість,
{\displaystyle \sum _{j\in S_{i}}x_{ij}=1} для всіх {\displaystyle i=1,2,...,n}

## Мультиплікативний рюкзак (англ.Multiple Knapsack Problem)
Нехай в нас є {\displaystyle n} предметів та {\displaystyle m} рюкзаків {\displaystyle (m\leq n)}. У кожного предмета, як і раніше, є вага {\displaystyle p_{j}=0} і ціна {\displaystyle c_{j}=0j=1,2,...,n}, у кожного рюкзака відповідно своя місткість {\displaystyle P_{i}i=1,2,...,m.x_{i}\in {0,1}} Завдання: максимізувати {\displaystyle \sum _{i=1}^{m}\sum _{j=1}^{n}c_{ij}x_{ij}}
так щоб {\displaystyle \sum _{i=1}^{n}p_{j}x_{ij}\leq P_{i}} виконувалась умова для всіх {\displaystyle i=1,2,...,n},
{\displaystyle \sum _{j=1}^{m}x_{ij}=1} для всіх {\displaystyle i=1,2,...,n}.

## Багатовимірний рюкзак (англ.Multy-dimensional knapsack problem)
Якщо є більше одного обмеження на рюкзак, наприклад об'єм і вага, задачу називають m-вимірною задачею про рюкзак. Наприклад, для необмеженого варіанта: максимізувати {\displaystyle \sum _{i=1}^{n}c_{i}x_{i}}
так щоб {\displaystyle \sum _{i=1}^{n}p_{ij}x_{i}\leq P_{j},j=1,2,...,m}
и {\displaystyle x_{i}\geq 0} для всіх {\displaystyle i=1,2,...,n}.